# 横川 (高萩市)
横川（よこかわ）は、茨城県高萩市の大字。

## 歴史

### 中世
1595年（文禄4年）11月に集計された検地の結果によると、当時の横川村の石高は189.337石。これは竜小山領の19ヵ村の中では3番目に少ない石高だった。

### 近世

#### 新田開発と大金田
高萩地方では、水戸領になって間もない寛永の頃から新田開発が次々に起こった。横川村でも村内新田の「持山新田」が開発された。開発年歴は不詳だが、宝暦の頃の石高は確認されていて、石高は49石2合で夫金は2両だった。また横川村では、集落から4 kmほど山間に行った所で大金田が開発された。大金田は、新田開発された地というより、銀山開発が行われた場所で、1813年（文化10年）に大金田の奥山で銀鉱石が発見された。松岡藩の中山候の依頼で、1820年（文政3年）からは江戸の鉱山師土方源衛門により、労働者40 - 50人を用い本格的に採掘が行われた。鉱石は7貫目から銀2匁5分を得ることができたが、資金難による経営不振により閉山となった。現在も当銀山跡地の廃坑口が残っていると云う。
近世の家屋は茅葺造りということもあり、火事が起きると比較的離れた家にも飛び火し類焼大火になることが多かった。横川村では、1815年（文化12年）3月15日に武七郎宅から出火し、金兵衛宅など6戸が全焼する大火があった。被害に遭った家には、中山氏から御救い貸出金が1両2分ずつ出された。尚、当時火元の家は御救い貸出金の対象にはならないのが例だった。
1678年（延宝6年）6月3日、水戸藩第二代藩主徳川光圀により開設された大能牧場（野駒山）に初めて種馬が放たれた。以降、野駒は増殖し横川などの4ヵ村の田畑を荒らすようになった。それに困窮した4ヵ村の数度にわたる訴願により、1687年（貞享4年）、囲い土手1767間が設置された。その後も囲い土手は延長され、最終的には7940間（約14 km）にまで及んでいる。また1720年（享保5年）8月からは、今後の破損を見越し、土手に村々毎に杭を立て、一定の間数をその村の責任で繕い普請をする責任管理性が導入された。これにより横川は214間を割り当てられた。また横川村には、袋土手に追い立てられた野駒を捕獲する本職人がいた。
江戸時代、高萩地方には猪や鹿など多くの獣類が生息しており、山間に位置する横川などは尚更のことだった。 そのため多くの猟師がおり、大能野駒山で山犬被害が深刻化し、討伐のため定猟師制度ができると、1711年（正徳元年）には藩が猟師の統一支配組織を発足。同時に猟師の所持する鉄砲が監理されるようになった。管理者である郷士は村毎の鉄砲数などが記載された鉄砲元帳を作成したため、1711年（正徳元年）から1780年（安永9年）までの約70年の鉄砲の移動状況がわかる。それによると、最も古い記録の1711年（正徳元年）の横川村の鉄砲数は24丁で、高萩地方の村々の中では最も多かった。しかし、横川村の猟師は徐々に減少し、1780年（安永9年）時点では猟師鉄砲数は９丁となった。また大能野駒山の山犬退治に活用された猟師であるが、彼らは、主に農作物を荒らす猪や鹿などの獣類の狩猟をする役を担っていた。村々は、仕留めた獣数を報告する「討留申猪鹿頭数改」を支配郷士に提出しており、当史料から当時の討伐数が窺える。高萩地方では毎年400弱の獣が狩られており、横川村では1750年（寛延3年）に計97頭（猪25頭・鹿72頭）もの獣が狩猟された。ただ、前述したように年々猟師の数が減少したためか、1762年（宝暦12年）時点で計46頭（猪2頭・鹿22頭）に半減している。

#### 近世における産業

##### 石灰
横川字大金田の奥山では、石灰の原料となる寒水石があったことが古くから知られたいた。1707年（宝永4年）、大金田の寒水石を用いた石灰焼を横川村五郎兵衛が願い出て、しばらくの間試し焼をしたもののうまくいかなかった。その後、横川村甚之丞が助川村円四郎と話し合い焼いたところ、甚之丞の技術が良く高品質な石灰ができたため、1俵あたり1斗5升入れにして500 - 600俵を焼き立てた。しかし、甚之丞の資金不足により事業が継続できず、1777年（安永6年）に円四郎1人に事業が託され、横川・助川村両村で焼き立てられたが、両方にまで手が回らず大金田の方はやめたと云われる。1801年（享和元年）、助川村の喜兵衛が両所での石灰焼き立て売り捌きを願い出て、1815年（文化12年）までこの事業が継続されたが、喜兵衛の老衰引退により中止した。尚、文久から慶応の幕末期に大金田で石灰が生産されていたようだが、詳細は明らかとなっていない。

##### ハチミツ
横川村の鈴木徳五郎は松岡藩独立以前より蜂蜜懸りを命ぜられ、山中郷の蜂蜜集荷販売を一手に取り扱っていた。1868年（明治元年）10月には、奥州塙の伊達屋と取引を行っており、並品で金1分に2貫200匁の割合だった。
1842年（天保13年）から1843年（天保14年）にかけて、村勢回復を図り村や新田・坪などの合村や組み入れが行われた。これにより、横川村では地内の亀井戸坪が下君田村に組み入れられた。
文化年間（1804 - 1817年）の頃、水戸藩第6代藩主徳川治保による、間引きの禁止や貧困農家への子育金給与などの積極的な人口減退政策の効果が高萩地方でも顕れ始めていた。中山氏が高萩地方を治めてからの貧困農家への子育御救いは、財政難の状況下で、金子により年々支給されており、横川村も1804年（文化1年）からしばしば賜っていた。しかし、1813年（文化10年）を最後に支給を受けた記録は無くなった。これは子育御救金対象の貧困農家が減ったのが要因ではなく、中山氏財政の窮乏が対象の制限を強めたためとされている。
文化元年以降、中山氏の支配下にあった山中郷四ヵ村七新田の1つに横川村はあった。中山氏の松岡藩領は下免（年貢率が低い）土地で、その分だけ農民収入の割合が高くなるが、農民収入が多かったというわけではなく土地の生産性が低かったため下免だった。農村収入の主となる田畑の生産性が低いため、農民は他の収入源を確保する必要があったが、領内には特産品生産加工などの産業があるわけではなかった。「中山備中守領地村鑑」からは、当時の村ごとの収入源がわかる。これによると横川村では、農業の合間に男衆は炭焼きや椎茸作りをし、女衆は炭俵杯をこしらえ売ったり駄送りをしていたとある。
上述したように、下免の土地が多かった松岡領では田畑が不作になると、直ちに食糧難に陥り、種籾不足の問題にも直面した。そのため一般食料の場合は、領内の御稗蔵から稗を貸出し農民を救済していた。当時の史料から、横川村に対しても稗の貸出がされていたのが確認できる。1809年（文化6年）から1818年（文化15年）の間、5度貸出が行われていて、最も石高が高かったのは1809年（文化6年）の35石だった。貸出石高は年々減少しているが、これは申請数が減ったことだけが原因ではなく、申請に対する役所の査定が時により厳しかったことを表している。
近世の高萩地方では、藩から課された1村分の年貢高は「小割付」といって、その村の耕地所有者農民一人一人の石高に応じ割り当てられた。小割付された年貢は、その年の霜月（11月）中に完納する必要があった。そのため年貢は、まず村としてまとめられ、高萩地方の村からは駄送り（馬の背に乗せての輸送）で高戸の港に送られる。その後、回船により那珂湊をへて水戸城下まで廻漕された。1804年（文化元年）に中山氏が知行して以降の年貢米は、横川村からは松岡蔵元に収めていた。しかし、横川村から松岡蔵元までの距離は3里余り（約11 km）あり、何十何百という重量のかかる俵数を、険阻な山道を越える必要がある駄送りは容易なものではなかった。また中山氏が当地方を知行する以前は、水戸城下に蔵入りするまでが村の責任であった。

### 近代
近代に入り、1889年（明治22年）4月1日に町村制施行令が発されると、横川村は若栗村・上君田村・下君田村・中戸川村・大能村と合併し高岡村に属するようになった。

### 現代
高萩地方において、第一次農地改革の末期の1948年（昭和23年）1月より牧野の解放が進められた。これらの原野開拓推進に尽力したのは牧野組合で、横山にも「横山牧野組合」があった。
1953年（昭和28年）9月1日、町村合併促進法が公布され、同年10月1日に施行。この一環として、1954年（昭和29年）11月23日、高萩町・松岡町・高岡村と櫛形村並びに黒前村の一部が合併し高萩市が誕生。しかし、合併には至るまで順風満帆だったとは言えなかった。元々、高萩町・松岡町・高岡村の合併は県の方針で、高萩町・松岡町は合併賛成で、とりわけ高萩町が強力な推進母体だった。一方、高岡村には2つの案があり、1つは高萩町・松岡町と同様の村全域の合併案。もう1つは分村合併という案。元来、高岡村の中で、大能・中戸川・米平方面は花貫川水系の県道を中継として高萩町と密接な関係があったが、下君田・横川はそういった関係が弱かった。特に横川は、大北川林道新設（1954年）以前はカラスキ峠越えの県道により、磯原・南中郷地域と地域的にも経済的にも繋がりが強かった。そのため、横川・下君田部落は南中郷村への分村合併を切望していた。しかし、大能方面はこれを認めない方針で、横川部落への説得活動を続け、高萩町からも説明懇談のために町会議員が何度か足を運んだ。それに対し横川部落民は、地理的に近接し、三流地区の分村問題が起きていた南中郷村に合併を呼びかけるよう要請。そのため、一時分村の意向は棚上げ状態となった。早速、1954年（昭和29年）8月3日に高萩町・松岡町・高岡村の村長の名の下で南中郷村へ合併を申し入れ、各町村議員が交渉に出向いたが、同月18日に正式の断りがあり、横川分村問題は尾を引くこととなったが、最終的に同年11月23日の合併に至った。

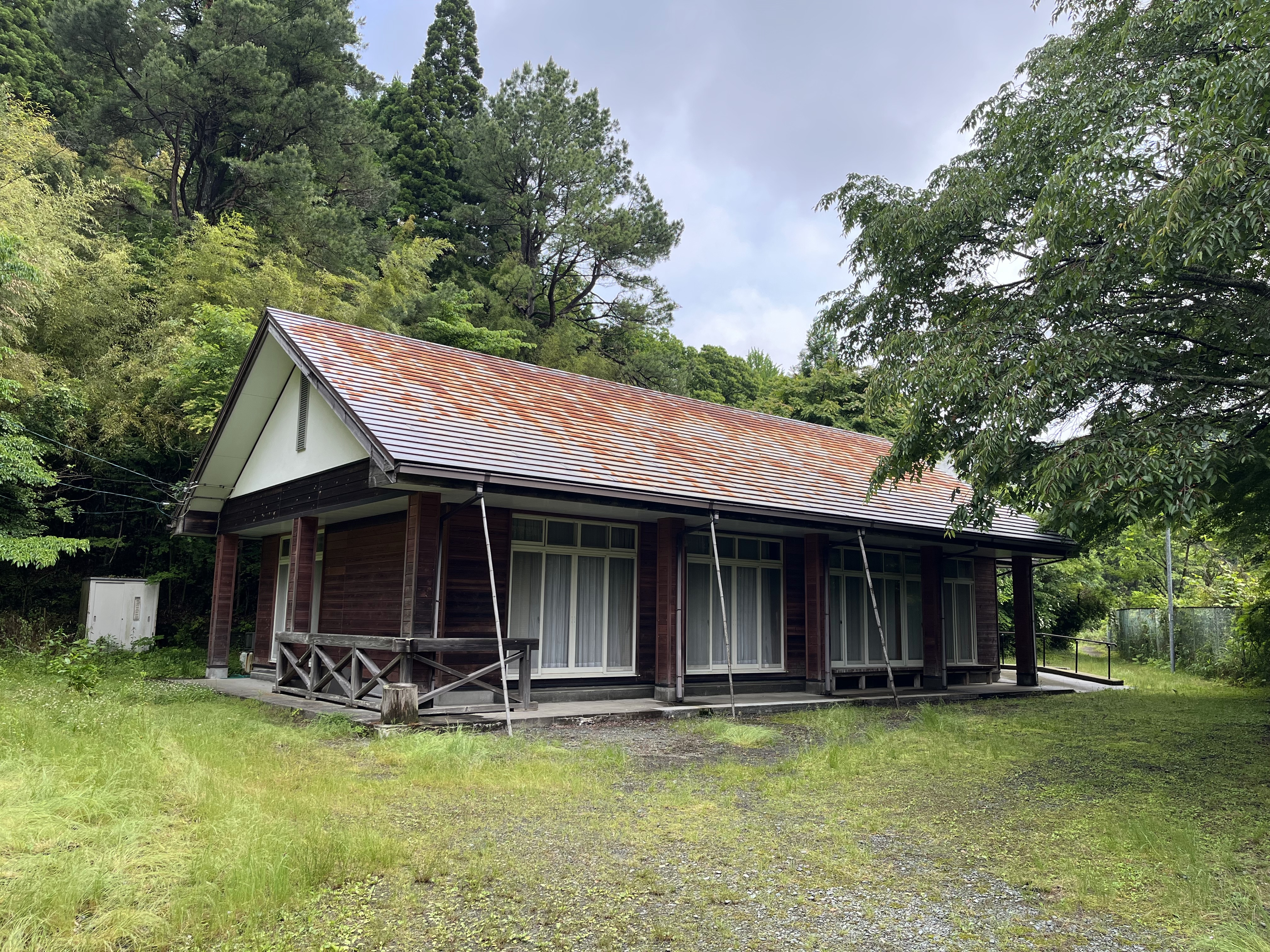
横川の公民館

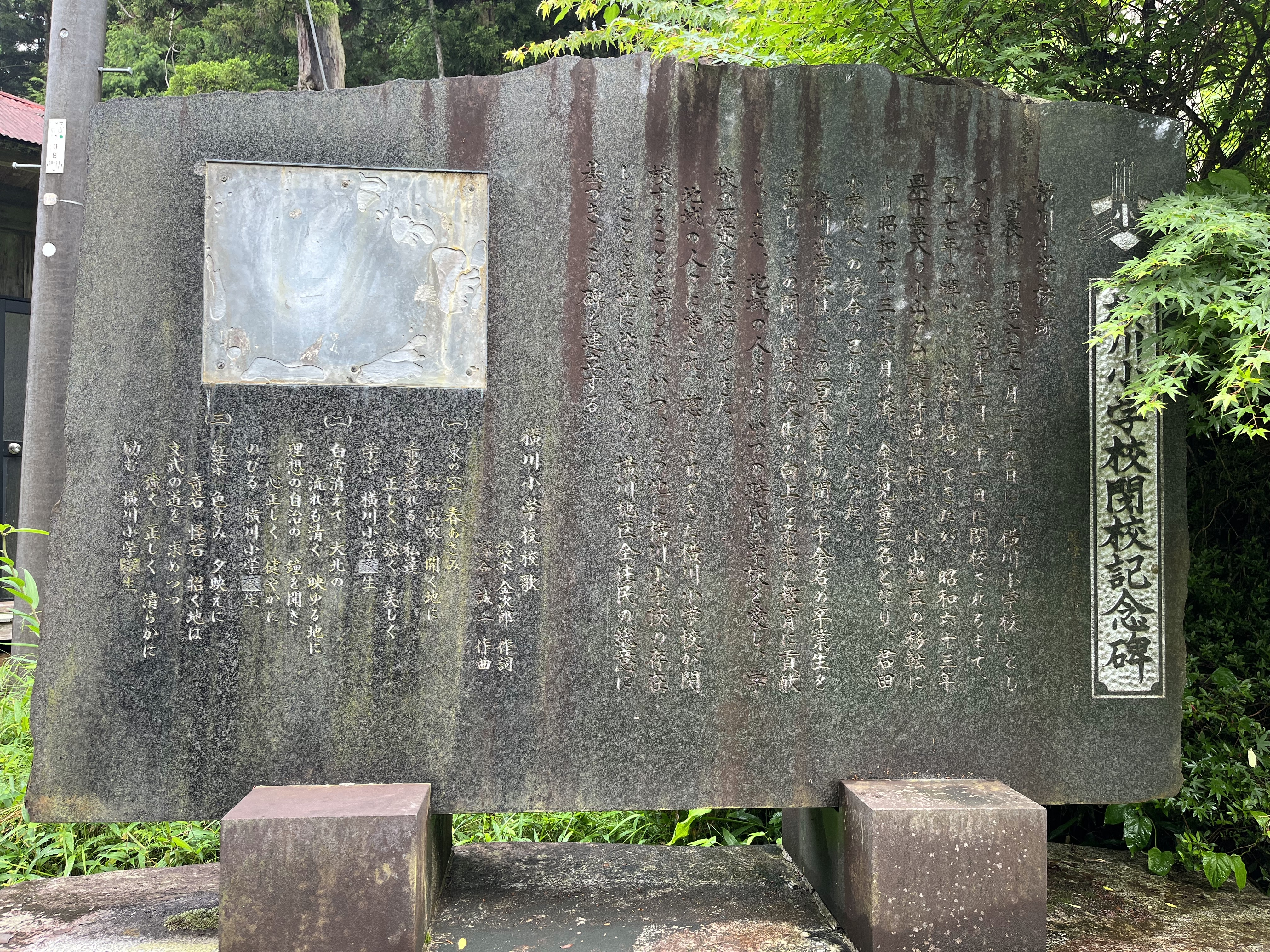
閉校記念碑

この合併に伴い、1957年（昭和32年）3月25日、高萩市教育委員会は、町村合併に基づき小規模学校を解消し、学校経費の合理化と教員組織・施設設備の拡充を図り教育水準を上げる為、市内小中学校の統廃合を決定。同月31日には横川中学校（3学級63名）の廃止を決定し、翌4月1日、統合計画に基づき横川中学校は高萩中学校に統合された。これにより生徒は、約18 kmの道のりを国鉄バスにより往復することとなった。一方、横川小学校の東小学校への統合は、昭和29年の横川分村問題なども絡み、横川部落民の激しい反対にあった。前述の通り横川中学校は比較的スムーズに統合が進んだものの、中学校統合の1年後に起きた小学校統合問題はいざこざが続き、衆参議院議員や県議会議員などが来市し、高萩市だけでは解決できない問題にまで発展した。結局、ギリギリで統廃合は実現に至らず、横川小学校は存続と決定。そのため、廃校に伴い異動がされると思っていた学校職員の中には、餞別などを受け取ってしまった者もいたという。

#### 小山ダム

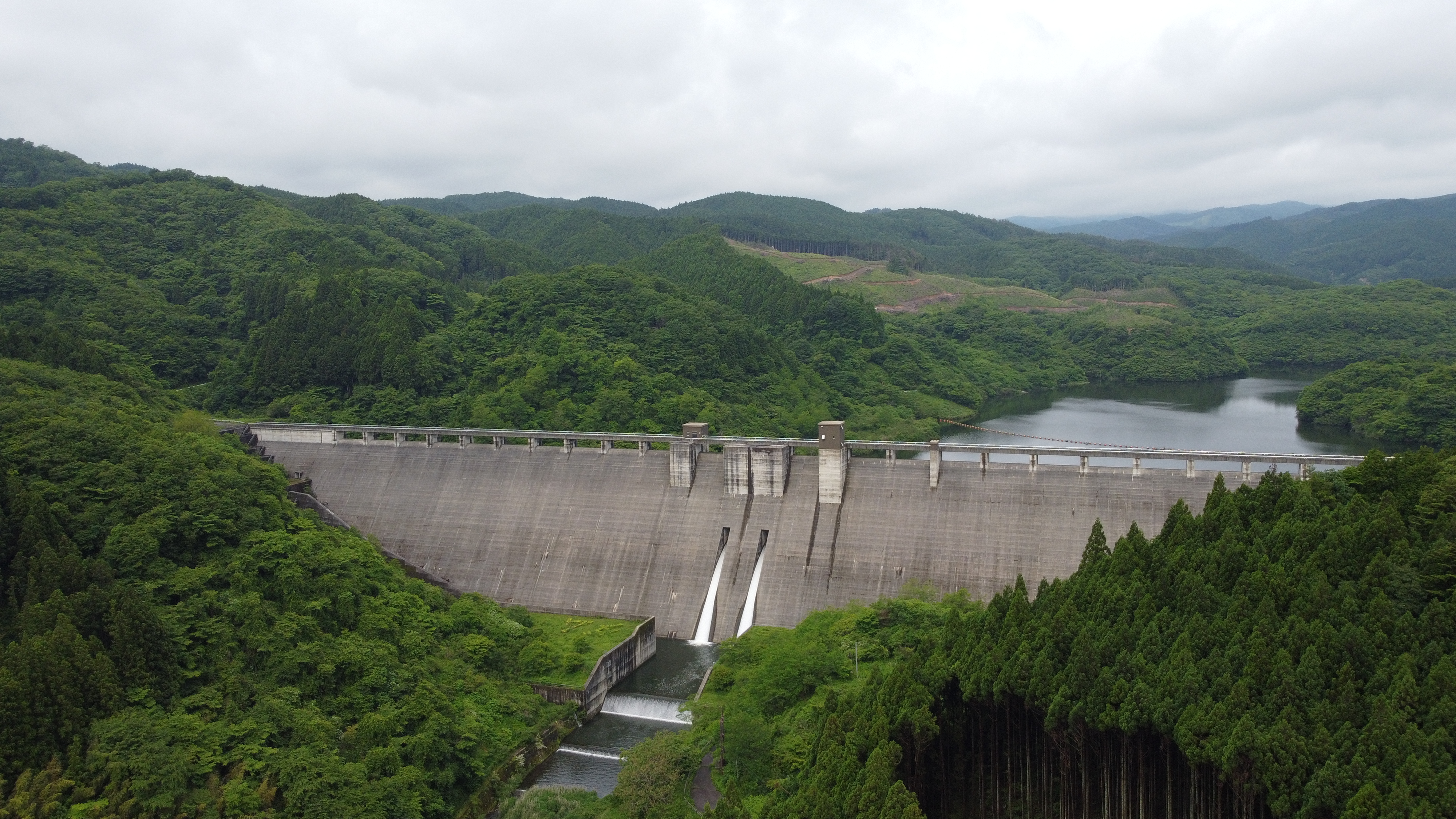
小山ダム

三鈷室山（870.6 m）を水源とし高萩市の山間部を流れ太平洋に注ぐ大北川は、灌漑用意や水道水・工業用水・水力発電といった役割を従来から担う一方、古くから氾濫を繰り返し、河岸の決壊や農地の冠水、家屋の浸水等の水害により住民の頭を悩ましていた。それに対し県は、水害防止と水利用による産業のさらなる発展を図り、大北川総合開発事業として、横川に大規模な多目的ダムの建設を計画。1977年（昭和52年）着手し、2005年（平成17年）竣工した。ダム建設に伴い横川小山地区の住民の立退を要したが、住民は補償のもと平穏に上手綱石舟地区に移住することができた。また、建設工事の資材搬入のために市街地の上手綱仙道坂から横川に通ずる本格的な道路が開通した。

## 文化

### 大金田のささら
現在は廃絶してしまった獅子舞。詳細は不明。大金田のささらの獅子頭は、地理的に近いことが関係してか、花園ささらの頭に酷似している。また、横川の愛宕神社付近から花園に通ずる鍾乳洞があるという伝説もあるため、同系列のものと考えられている。また大金田のささらは、男根の中間あたりを麻紐で縛るなど、古い形を残している興味深いものとなっている。

## 社寺・名所

### 種殿神社

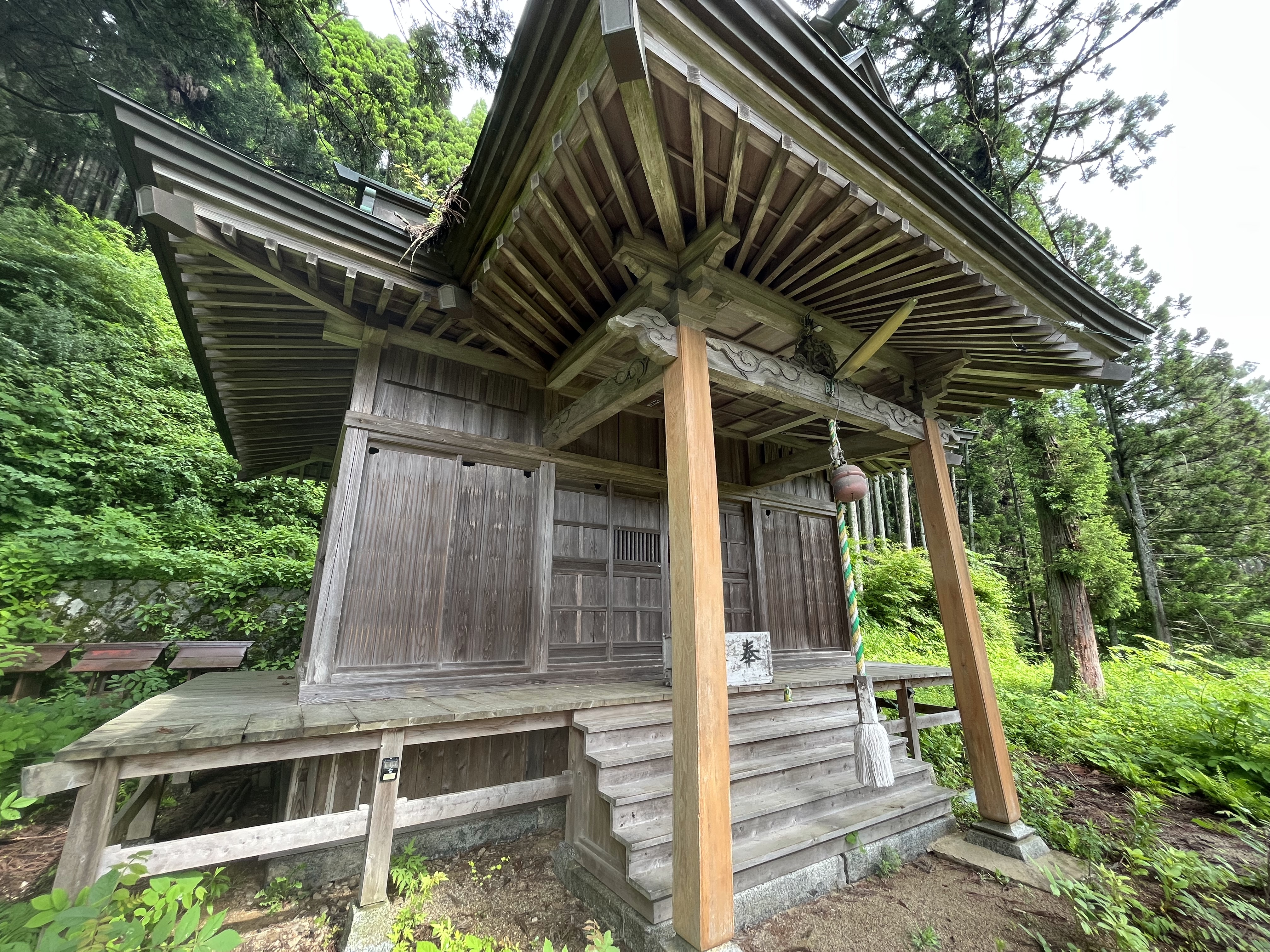
種殿神社

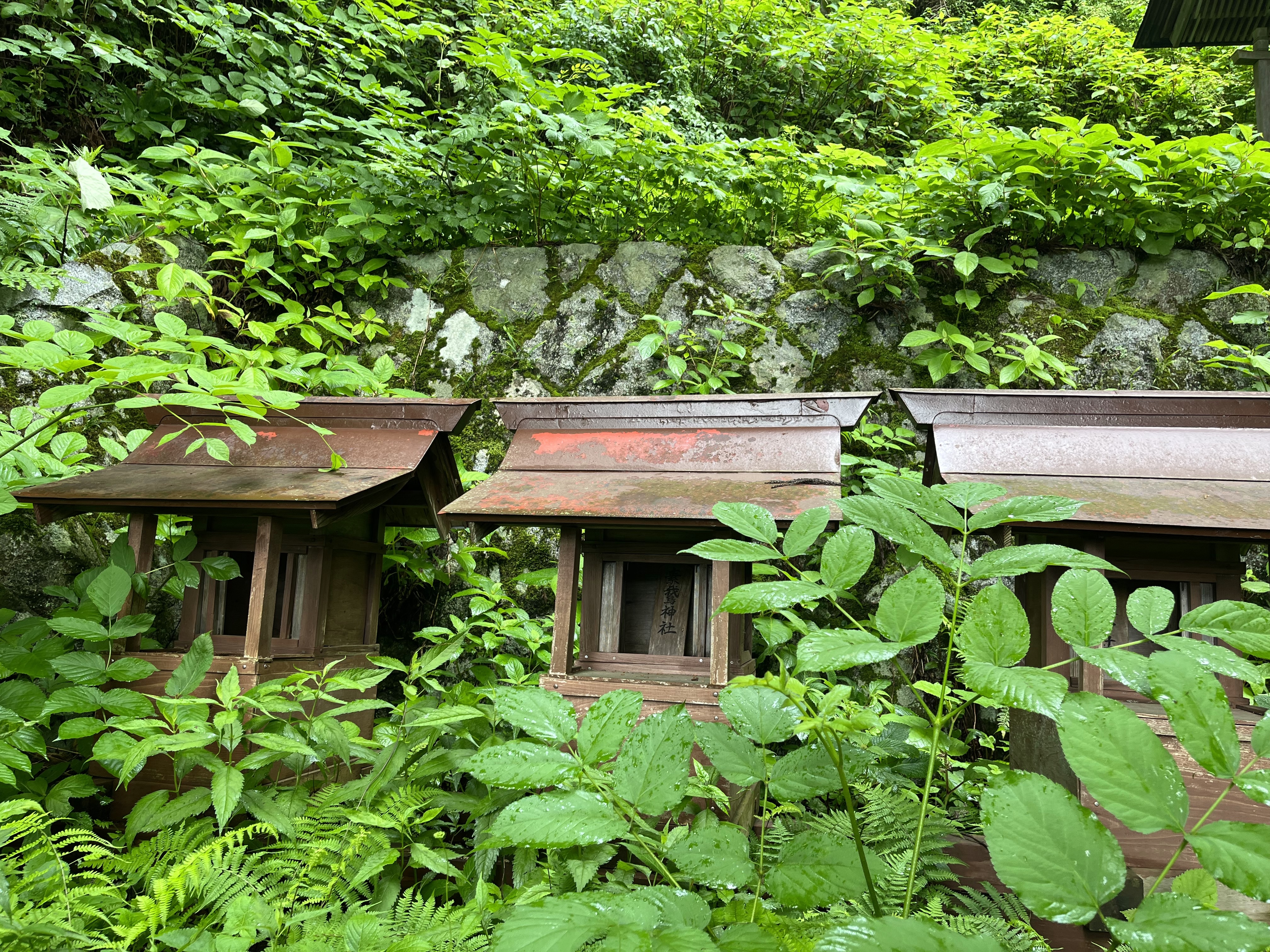
境内社

旧横川村本郷の鎮守で十殿大明神と称されていた。光圀の時代、一時は十殿を丞殿に改められたが、再び十殿に戻り、現在は種殿となっている。創立年不詳であるが、1615年（元和元年）造営と記されており、1677（延宝5年）造立の棟札があると云われる。祭神は倉稲魂命で祭日が11月10日。

### 横川滝
横川滝は、大北川本流の三段瀑の滝。紅葉シーズンには山々の木々が色づく。ハヤなどの山魚が生息している。

## 交通

### 大北川林道

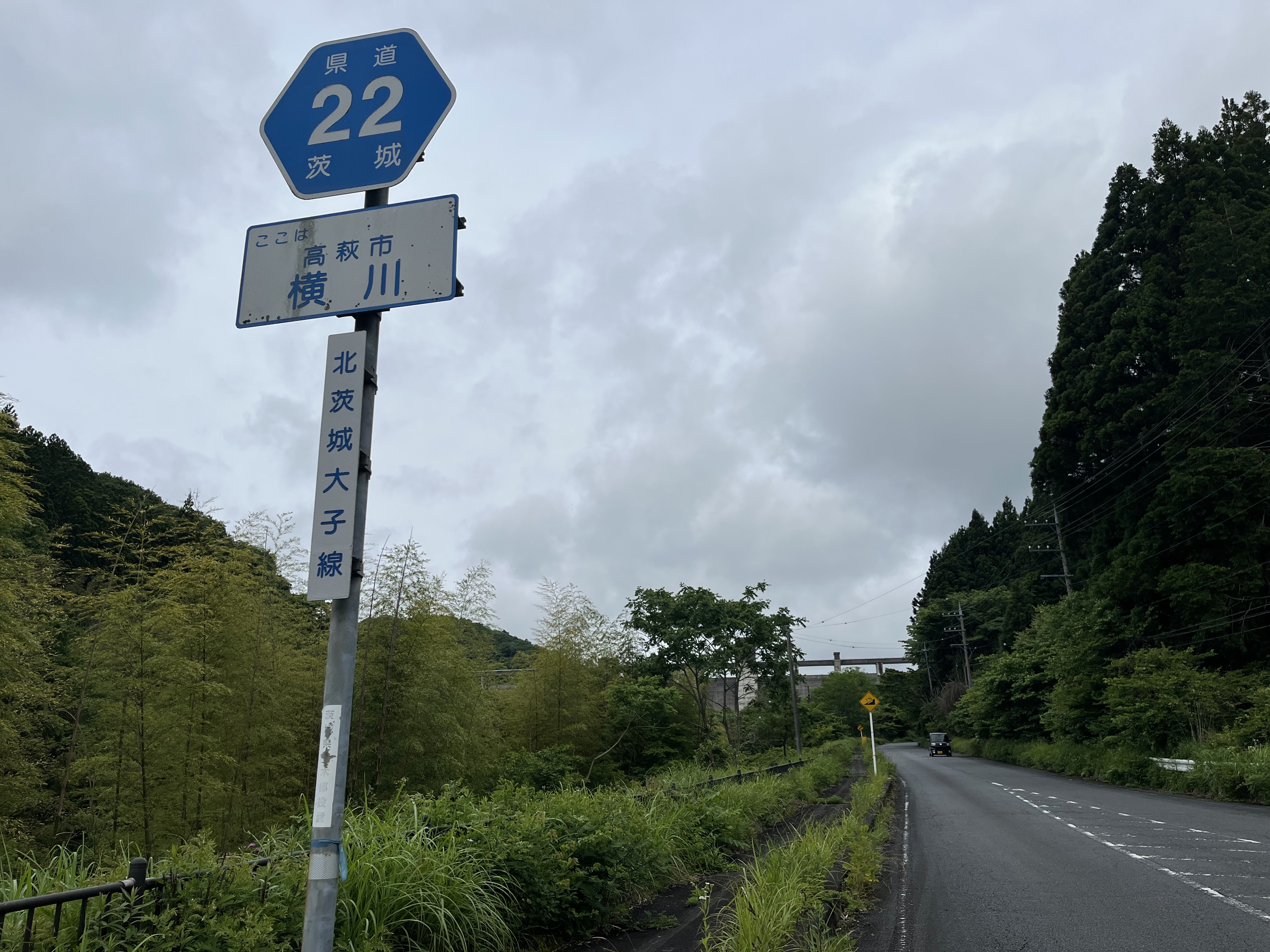
県道22号

当地から海岸平地や市街地への交通は、大北渓谷の絶壁に遮られていたため、林道が開削される前までは、川沿いに下君田・若栗・手綱を経る遠回りの道か、山頂付近の峠を越える急坂道しかなかった。そのため横川は急病でも医者を呼ぶことができない交通上の僻地で、自動車が通行可能な道路の設置を求める村民の声が高まっていた。また、経済的効果が大きいことも道路設置が求められる要因の一つだった。当時、大北川流域の森林地帯は県内トップクラスの森林資源を有していたが、搬出路不備のため十分な開発ができていない状態だった。他にも戦災復興のため林産資源の需要が高まり、その供給体制を確保する必要性が以前より高まっていた。そして1947年（昭和22年）、遂に大北渓谷の断崖絶壁に道路を設置する開発工事が計画され、翌年に着工。7年後の1954年（昭和29年）に完成した。しかし、完成までの道程は順風満帆と言えないもので、地理的にも時期的にも幾多の困難に直面した。戦後間もない時期ということもあり、ダイナマイトやセメントなどの資材も少く、スコップやツルハシを用いての手作業に頼らざるを得なく、また敗戦後の食糧難で就労者に満足いくような食事の配給ができず、ヤミ米を買い集めてどうにか切り抜けられるような状態だった。更に、1950年（昭和25年）のキティ台風と1952年（昭和27年）のダイナ台風により崖が崩れ、橋梁や足場が流されるなど相当の被害を受けた。大北川林道は、こうした幾多の困難を乗り越え、延べ30万人の人力により完成した道路だった。ちなみに、古くから大北川に人道はあったが、自転車を押して進むのも容易でない道だった。それでもここに車道を開発しようという動きは、戦前い3回ほどあったと云うものの、”可能性なし”として実行には至らなかった。しかし、本路線計画以上の難工事を達成しつつあった折谷六郎左衛門の技術を視察する機会に恵まれ、幻想と思えた開発工事に現実味が帯び、地元民に開発工事が可能である確信を持たせることができた。尚、大北川林道本路線工事の請負人は全工程折谷六郎左衛門が担うこととなっている。